# Coruña del Conde

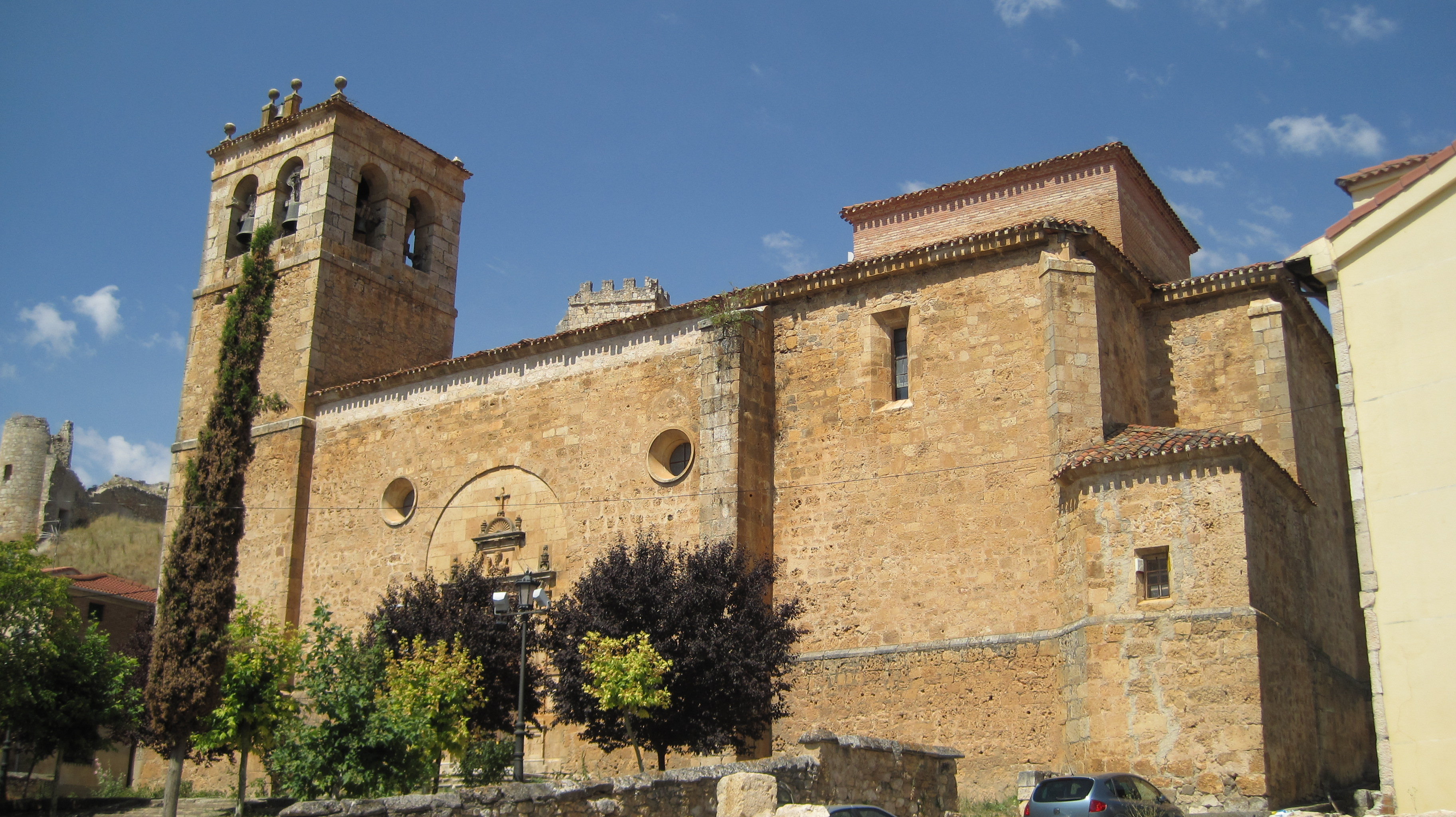
Église à Coruña del Conde.

Coruña del Conde est une commune d'Espagne dans la communauté autonome de Castille-et-León, province de Burgos. Elle s'étend sur 34,35 km2 et comptait environ 132 habitants en 2011.